# Sovětští kosmonauti
Sovětští kosmonauti byli členové oddílů a skupin kosmonautů existujících v Sovětském svazu. První skupina kosmonautů byla zformována v březnu 1960 z vojenských pilotů. Pro jejich výcvik vzniklo Středisko přípravy kosmonautů nedaleko Moskvy, kolem centra vyrostlo Hvězdné městečko.
Záhy po začátku kosmických letů prosazovalo vedení konstrukčních kanceláří a výrobních závodů účast svých zaměstnanců v kosmických letech. V březnu 1967 padlo rozhodnutí vlády o oficiálním založení samostatných oddílů v ministerstvu všeobecného strojírenství, zdravotnictví a Akademii věd. V průběhu doby se každá sovětská instituce výrazněji zúčastněná v kosmickém programu snažila o sestavení vlastního oddílu kosmonautů. Plnohodnotný oddíl pravidelně se účastnící letů do vesmíru sestavila ale pouze společnost CKBEM (později přejmenovaná na NPO Energija).

## Výběr
V Sovětském svazu byla první skupina kosmonautů vznikla v roce 1960. Bylo rozhodnuto vybrat dvacetičlenný oddíl z vojenských pilotů. Pro přípravu a výběr kosmonautů vzniklo Centrum přípravy kosmonautů (CPK) podřízené velitelství vojenského letectva. Lékařské hodnocení kandidátů provedla Ústřední vojenská vědeckovýzkumná letecká nemocnice (CVNIAG VVS, Центральный военный научно-исследовательский авиационный госпиталь ВВС).
Záhy po začátku kosmických letů prosazovalo vedení konstrukčních kanceláří a výrobních závodů v čele s Koroljovem účast svých zaměstnanců v kosmických letech. Od roku 1965 probíhalo lékařské posuzování civilistů v Institutu lékařsko-biologických problémů ministerstva zdravotnictví (IMBP, Институт медико-биологических проблем), založeného roku 1963. Vojáci ve snaze udržet si kontrolu nad kosmonauty hodnocení Institutu neuznávali, požadovali po kandidátech potvrzení své komise z CVNIAG. V březnu 1967 padlo rozhodnutí o oficiálním založení samostatných oddílů v ministerstvu všeobecného strojírenství (v CKBEM), zdravotnictví (v IMBP) a Akademii věd. Kosmonauty měly organizace těchto rezortů hledat mezi svými zaměstnanci, zdravotní stav posoudily u vojáků komise CVNIAG, u civilistů IMBP a konečný verdikt vynesla Hlavní lékařská komise (Главная медицинская комиссия – ГМК) sestavená ze zástupců obou ústavů.
Po získání lékařského souhlasu Státní mezirezortní komise (GMVK, Государственная Межведомственная Комиссия – ГМВК) dávala doporučení k zařazení do oddílu nebo skupiny kosmonautů. Vlastní zařazení bylo provedeno příkazem vedoucího organizace ze které kandidát pocházel, případně nadřízeného ministra (např. u vojenských letců rozkazem hlavního velitele letectva nebo ministra obrany). Nový kosmonaut byl zařazen jako posluchač-kosmonaut (слушател-космонавт), v 80. letech kandidát na kosmonauty (кандидат в космонавты-испытатели). Prošel první fází kosmonautického výcviku – všeobecnou přípravou, obvykle dvouletou. Po absolvování všeobecné kosmické přípravy složil kandidát před GMVK zkoušky, zpravidla úspěšně, získal kvalifikaci zkušební kosmonaut (космонавт-испытатель, vytvořeno analogicky ke zkušební letec – летчик-испытатель) nebo kosmonaut-výzkumník (космонавт-исследователь) a byl zařazen mezi aktivní kosmonauty oddílu nebo skupiny své organizace.

## Výcvik
Příprava kosmonautů na let sestávala ze tří etap.
1. Cílem všeobecné kosmické přípravy bylo získání znalostí, návyků a dovedností tvořících základy profese kosmonauta. Kandidáti procházeli přípravou fyzickou, leteckou, parašutistickou a lékařsko-biologickou, výcvikem k přežití v případě havárie nebo přistání v neobydlených oblastech, trénovali ve stavu beztíže. Seznamovali se s kosmodromy, nosnými raketami, kosmickými loděmi. Studovali teorii kosmických letů, navigaci ve vesmíru, řízení kosmických lodí. Všeobecná příprava trvala obvykle dva roky, zakončena byla zkouškou před státní mezirezortní komisí.[1]
2. Během přípravy na let ve skupině se zdokonalovaly a upevňovaly znalosti kosmonautů. V této fázi přípravy byli kosmonauti rozděleni do skupin podle typů kosmických lodí, ve kterých měli letět. Připravovali se pak na lety určeným typem kosmické lodi.[1]
3. V předletové přípravě se posádka secvičovala a připravovala na plnění programu konkrétního kosmického letu.[1]

V období mezi kosmickými lety pracovali kosmonauti ve středisku řízení letů nebo své mateřské organizaci, spolupracovali na vývoji a zkouškách nových kosmických lodí, účastnili se lékařských i technických experimentů a zkoušek.

## Posádky
První kosmické lodě (programu Vostok) byly jednomístné, ve vícemístných lodích má každý člen posádky své vlastní úkoly a odpovědnost.
V Voschodu-1 letěli velitel posádky (командир экипажа), palubní inženýr (бортинженер) a lékař (врач). V Voschodu-2 byl velitel lodi (командир корабля) a druhý pilot (второй пилот).
V dalších sovětských a ruských kosmických plavidlech byl první člen posádky vždy velitel lodě (командир экипажа). Druhý byl palubní inženýr (бортинженер), pouze ve dvoučlenných posádkách programu Interkosmos létal zahraniční účastník jako kosmonaut-výzkumník (космонавт-исследователь). Eventuální třetí člen posádky byl nazýván různě v závislosti na jeho úkolech. Zprvu v letech 1969 – 1971 inženýr-výzkumník (инженер-исследователь, ale Nikolaj Rukavišnikov v Sojuzu-10 инженер-испытатель). Po neštěstí Sojuzu-11 v červnu 1971 létali Sověti do roku 1980 jen ve dvou. Poté byl třetí člen posádky obvykle kosmonaut-výzkumník (космонавт-исследователь). Pouze Valerij Poljakov letěl jako lékař-výzkumník (врач-исследователь).
Později už v ruských lodích Sojuz TM-31, TMA-1 a TMA-5 byl třetí člen posádky palubní inženýr 2 (бортинженер-2). Takzvaní kosmičtí turisté jsou oficiálně účastníci kosmického letu (участник космического полёта).

## Vyznamenání a tituly
Po prvním letu dostávali kosmonauti čestné tituly „letec-kosmonaut SSSR“ a „Hrdina Sovětského svazu“, s titulem Hrdiny je vždy současně udělována medaile „Zlatá hvězda hrdiny Sovětského svazu“ a Leninův řád, vojenští kosmonauti byli často povýšeni (Gagarin mimořádně o dva stupně, z nadporučíka na majora). Po druhém letu byl kosmonautovi udělen druhý titul Hrdina Sovětského svazu, se Zlatou hvězdou a Leninovým řádem. Po třetím a dalším letu už pouze Leninův řád. Kosmonauti účastnící se letů mezinárodních posádek obvykle získávali i vyznamenání oněch států.

## Oddíly a skupiny kosmonautů v Sovětském svazu
V Sovětském svazu neexistoval jednotný oddíl kosmonautů. Samostatné oddíly a skupiny udržovaly ministerstva obrany (oddíl Střediska přípravy kosmonautů J. A.Gagarina, skupina kosmonautů GKNII VVS V. P. Čkalova), všeobecného strojírenství (Oddíl kosmonautů CKBEM/NPO Energija, Skupina kosmonautů CKBM), zdravotnictví (Oddíl kosmonautů Institutu lékařsko-biologických problémů), leteckého průmyslu (Oddíl kosmonautů Letecko-výzkumného institutu M. M. Gromova) a Akademie věd (Skupina kosmonautů Akademie věd).

### Oddíl Střediska přípravy kosmonautů (CPK VVS)

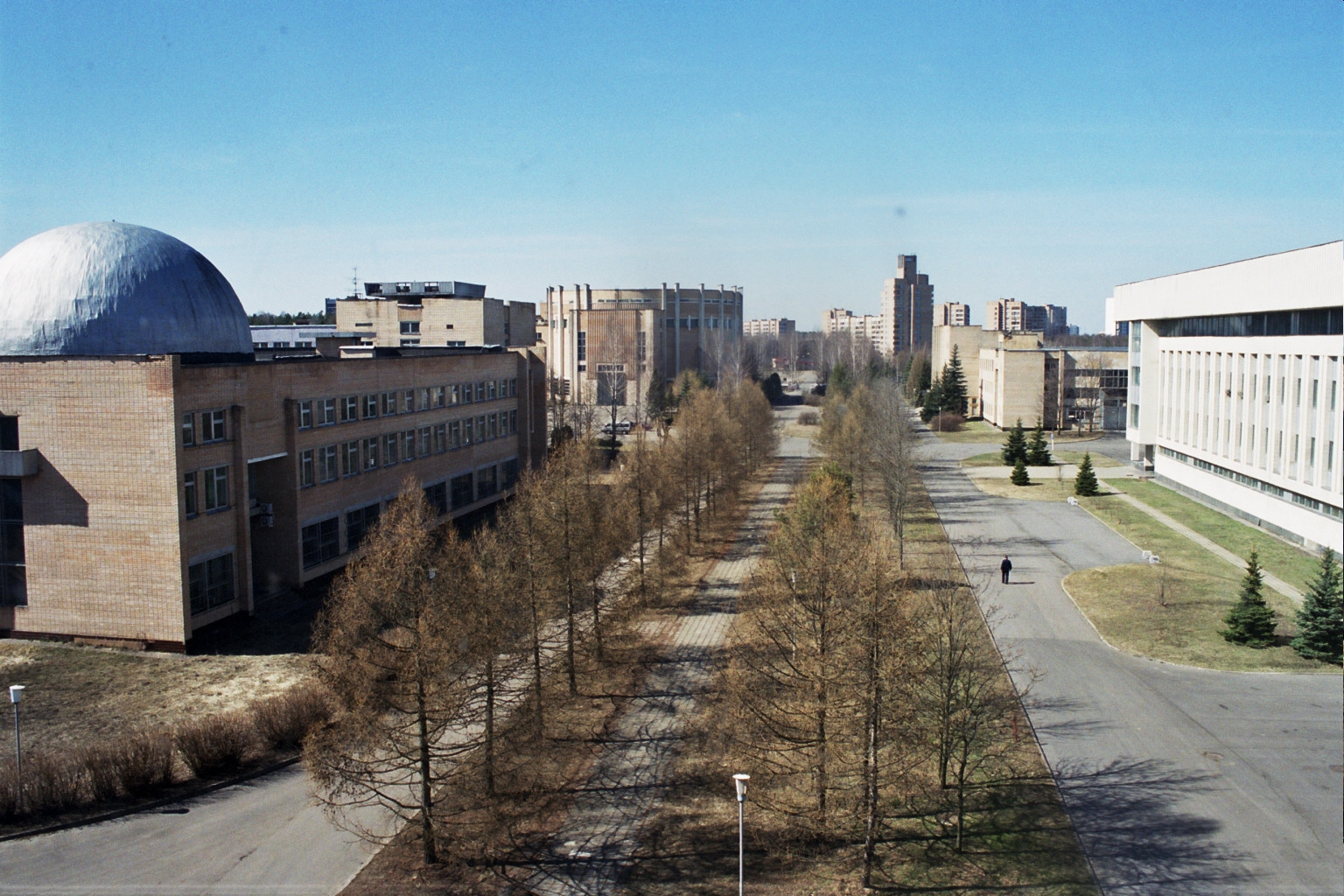
Centrum přípravy kosmonautů v Hvězdném městečku

Oficiální název oddílu byl Oddíl kosmonautů Střediska přípravy kosmonautů vojenského letectva (CPK VVS, Отряд Центра подготовки космонавтов Военно-воздушных сил (ЦПК ВВС), od roku 2009 funguje jako oddíl NII CPK J. A. Gagarina (НИИ ЦПК им.Ю.А.Гагарина).
Oddíl CPK byl největší a nejstarší oddíl kosmonautů v Sovětském svazu. Vznikl roku 1960, jako relativně samostatná jednotka vojenského letectva, 25 km severovýchodně od Moskvy. Na místě byla vybudována nová obec nazvaná Hvězdné městečko. Oddíl byl podřízen pomocníkovi hlavního velitele letectva pro přípravu a zebezpečení kosmických letů (funkce byla zřízena roku 1960, zastával ji generál Nikolaj Kamanin, poté v letech 1971 – 1992 generál a bývalý kosmonaut Vladimir Šatalov). Oddílem prošlo do zániku Sovětského svazu 110 lidí, koncem roku 1992 měl 21 členů.

### Oddíl CKBEM/NPO Energija
Výrobce nosných raket, kosmických družic a lodí Ústřední konstrukční kancelář experimentálního strojírenství (CKBEM, nazývaná takto v letech 1966–1974, předtím Zkušební konstrukční kancelář č. 1, OKB 1; poté společnost Energija) měl zájem o vlastní kosmonauty. První osmičlenná skupina kandidátů-kosmonautů byla zřízena rozhodnutím ředitele CKBEM Vasilije Mišina už 23. května 1966. Její členové zahájili teoretickou i praktickou přípravu k letům v lodích Sojuz, později, po překonání odporu vojáků ze Střediska přípravy kosmonautů, i v lunárním programu. Po přijetí pravidel vytváření oddílů a výběru kosmonautů v březnu 1967 byl příkazem ministra všeobecného strojírenství Sergeje Afanasjeva z 27. května 1968 vytvořen jedenáctičlenný oddíl CKBEM. Kosmonauti CKBEM (od 1974 NPO Energija) obsazovali místa palubních inženýrů v Sojuzech (v prvních trojmístných lodích (do roku 1971) měli dokonce dvě místa ze tří. V některých dvoučlenných posádkách letů Interkosmos byli i veliteli.

### Skupina Akademie věd
O vlastních kosmonautech se v Akademii věd diskutovalo od roku 1963. Během roku 1965 byl připraven status, způsob výběru a výcviku členů oddílu. Začátkem roku 1966 se organizace výběru ujal Georgij Katys. 31. října 1966 prošli čtyři kandidáti mezirezortní lékařskou komisí a od 22. května 1967 jako členové skupiny kosmonautů Akademie věd zahájili přípravu v CPK (od května 1968 včetně Katyse), přičemž počítali s účastí v měsíčním programu. Všeobecnou přípravu ukončili v létě 1968, ale po ukončení lunárního programu a pomalém rozvoji orbitálních stanic se naděje na lety vytratily. Skupina se do roku 1974 postupně rozešla.
Dalším kosmonautem AV se stala až roku 1980 Irina Latyševová, připravovala se s kosmonauty NPO Energija, ale k letům se nedostala. V 80. letech byli na závěr kariéry z oddílu NPO Energija do Akademie věd přeloženi Georgij Grečko (6. července 1986) a Valentin Lebeděv (4. listopadu 1989).

### Oddíl Institutu lékařsko-biologických problémů
V Institutu lékařsko-biologických problémů (IMBP, Институт медико-биологических проблем) vznikla vlastní skupina kosmonautů IMBP 5. května 1972, 21. července 1978 byla reorganizována v oddíl. V čele oddílu stál Valerij Poljakov (1978 – 1988), po něm German Arzamasov (1989 – 16. června 1994), pak Vasilij Lukjaňuk (16. června 1994 – 2000) a Boris Morukov (2000 – 13. listopadu 2007). Do vesmíru se dostal pouze dvakrát Poljakov a jednou Morukov

### Skupina CKBM

loď TKS

Vedení CKBM (Centrální konstrukční kanceláře strojírenství, Центральное конструкторское бюро машиностроения) v rámci programu Almaz počítalo s lety svých zaměstnanců na orbitální stanice v kosmické lodi TKS. První kandidáti prošli lékařskou komisí a byli začleněni do skupiny kosmonautů CKBM v rámci podniku roku 1968, skupinou prošlo 16 lidí, šest z nich dosáhlo kvalifikace zkušební kosmonaut. Nejblíže ke kosmickému letu se dostali Valerij Makrušin, Valerij Romanov a Dmitrij Jujukov, když byli v prosinci 1978 určeni do posádek. Ale zanedlouho (roku 1981) byl celý program letů lodí TKS zrušen. Podnik přesto udržoval skupinu ještě sedm let, než ji roku 1987 rozpustil.

### Oddíl Letecko-výzkumného institutu M.M.Gromova

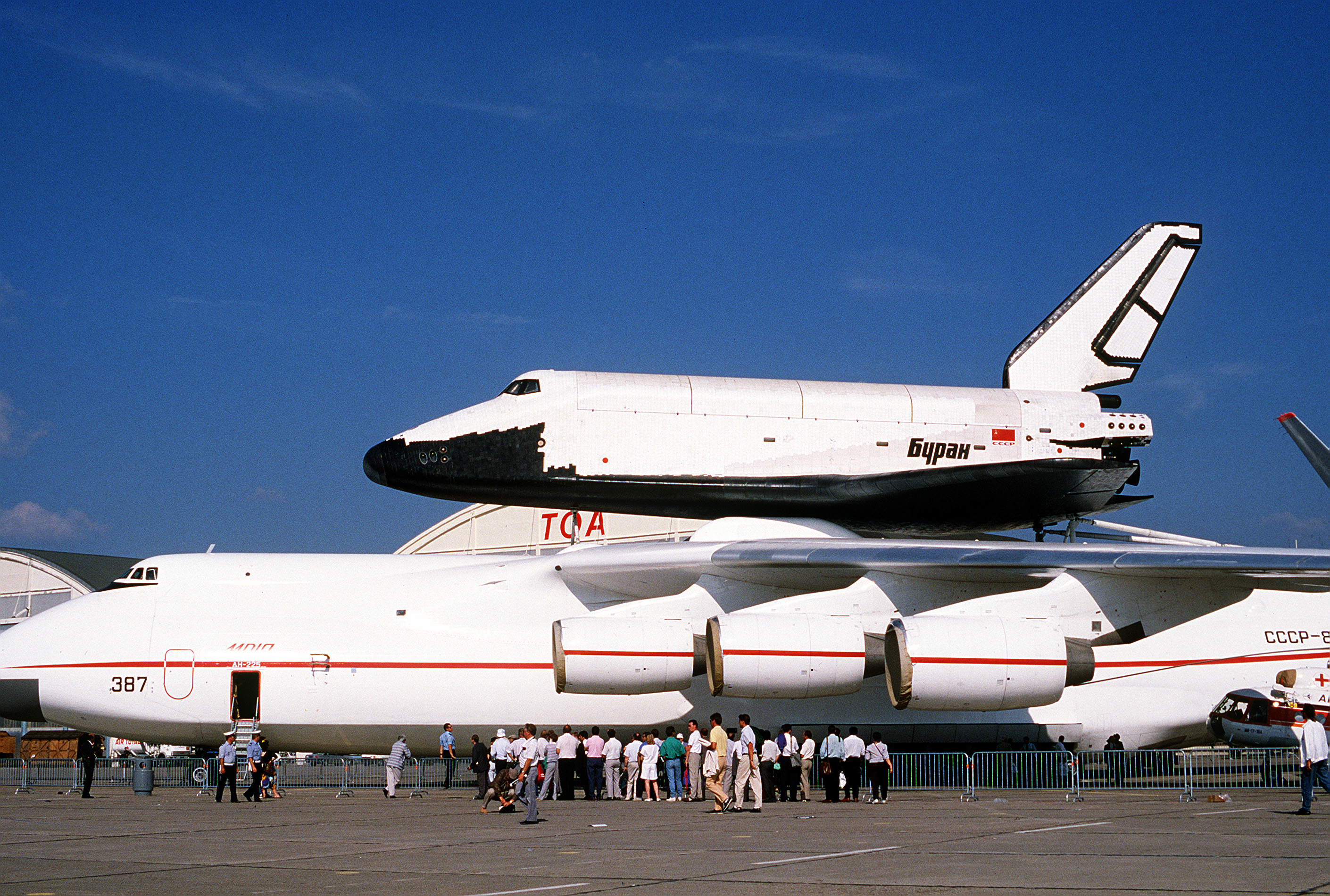
raketoplán Buran

Ministerstvo leteckého průmyslu založilo v Letecko-výzkumném institutu M.M.Gromova (Летно-исследовательский институт им. М.М.Громова) v rámci programu sovětského raketoplánu Buran vlastní oddíl kosmonautů. Vznikl roku 1981, prošlo jím 11 kosmonautů, vesměs dosud zkušebních letců institutu. Aby při prvních letech Buranu byli v posádce kosmonauti ze zkušenostmi z vesmíru, absolvovali Igor Volk a Anatolij Levčenko krátkodobé lety lodí Sojuz na stanici Mir. Program Buran byl před zahájením pilotovaných letů zrušen, oddíl byl rozpuštěn roku 2002.

### Skupina GKNII VVS V.P.Čkalova
V rámci vojenského letectva se na lety raketoplánem Buran připravovala skupina v oddílu CPK. Nezávisle vznikla 7. srpna 1987 další skupina kosmonautů ze zkušebních letců Státního vědecko-zkušebního institutu vojenského letectva Čkalova (Государственного Краснознаменного научно-испытательного института (ГКНИИ) ВВС им. В.П.Чкалова), kterou prošlo 16 kosmonautů, zrušena byla 30. září 1996. Kosmický let absolvovalo pět bývalých členů skupiny, čtyři po přeložení do CPK a pátý Leonid Kadeňuk později za Ukrajinu v raketoplánu.

### Jednotlivci z jiných organizací

#### Nábor na Voschod 1
Rozhodnutí o letu několikačlenné posádky do vesmíru padlo koncem roku 1963. Oficiálně rozhodla o úpravě lodi Vostok pro tři kosmonauty vojensko-průmyslová komise vlády v březnu 1964. Současně dostalo CPK za úkol připravit posádku ve složení kosmonaut, vědec, lékař. Neprodleně byl zahájen výběr vhodných kandidátů. Od 1. června 1964 zahájili výcvik v CPK zkušební letec OKB-156 Vladimir Nikolajevič Benderov a lékař Institutu biofyziky Akademie lékařských věd Boris Ivanovič Poljakov (oba byli vyřazeni už 2. června), dále lékaři Institutu letecké a kosmické medicíny vojenského letectva Boris Borisovič Jegorov a Vasilij Grigorjevič Lazarev, lékař z CPK Alexej Vasiljevič Sorokin, vědec z Institutu automatiky a telemechaniky Akademie věd Georgij Petrovič Katys a konstruktér OKB-1 Konstantin Petrovič Feoktistov. Na funkce velitelů posádek byli určeni Boris Volynov a Vladimir Komarov z oddílu CPK. Do vesmíru vzlétli ve Voschodu 1 dne 12. října 1964 Komarov, Feoktistov, Jegorov.
Feoktistov byl později (roku 1968) formálně zařazen do oddílu kosmonautů CKBEM/NPO Energija. Lazarev se stal členem oddílu kosmonautů CPK od ledna 1966 do listopadu 1985, absolvoval jeden kosmický let roku 1973 a suborbitální let o dva roky později. Ostatní se více kosmických letů ani přípravy k nim neúčastnili.

#### Novináři ve vesmíru
Podle vzpomínek Jaroslava Golovanova nápad na let novináře do kosmu dostal on během jednoho ze setkání se Sergejem Koroljovem koncem roku 1964. Smyslem akce měla být popularizace kosmického programu v přesvědčení, že novinář dokáže zážitek z cesty do vesmíru vylíčit přitažlivěji než profesionální kosmonaut. Koroljov ideu podpořil a v létě 1965 Golovanov strávil dva týdny v IMBP na pozorování. Setkal se zde s Jurijem Letunovem, kterému let do vesmíru navrhl také Koroljov. K oběma novinářům měli lékaři menší připomínky a pozvali je na další testy příští rok. Nezávisle Michail Rebrov vzpomíná, že myšlenka na let novináře do vesmíru vznikla v průběhu jeho rozhovoru s Koroljovem, Rebrov prošel roku 1965 prohlídkami v IMBP bez problémů a získal souhlas k kosmické přípravě. Po úmrtí Koroljova v lednu 1966 byl projekt novinářského letu nejdříve odložen a potom zapomenut.
Podruhé se myšlenka na let sovětského novináře do vesmíru objevila po oznámení letu reportérů japonské televizní společnosti TBS v březnu 1989. Informace vzbudila mezi sovětskými žurnalisty velký ohlas, během týdne zorganizoval Svaz novinářů "kosmickou" komisi pod předsednictvím Vladimira Gubareva, redaktora oddělení vědy Pravdy. Komise vyhlásila projekt Kosmos – dětem. S tím, že honoráře a výtěžek z publikací souvisejících s akcí budou věnovány ve prospěch dětí. Byl vyhlášen konkurz, 37 vybraných novinářů od prosince 1989 do března 1990 procházelo lékařským pozorováním, souhlas lékařů k výcviku získalo šest kandidátů – Alexandr Stěpanovič Andrjuškov a Valerij Vasiljevič Baberdin z Krasnoj zvezdy, Jurij Jurjevič Krikun z Ukrtělefilmu, Pavel Petrovič Muchortov z Sovětskoj moloděži v Rize, Světlana Okťabrjevna Omelčenková z Vozdušnovo transporta a Valerij Jurjevič Šarov z Literaturnoj gazety. Všech šest získalo 11. května 1990 doporučení Státní meziresortní komise k výcviku. Všeobecnou kosmickou přípravu zahájila šestice 1. října 1990, ale už v prosinci 1990 odstartoval do vesmíru reportér TBS Tojohiro Akijama. Dne 7. února 1992 byla, po složení závěrečných zkoušek, všem šesti přiznána kvalifikace kosmonaut-výzkumník. Nicméně dále program nepokračoval a všichni se vrátili do redakcí.

#### IES Patona AV Ukrajiny (Vladimir Fartušnyj)
Roku 1963 se Sergej Koroljov domluvil s Borisem Patonem, ředitelem kyjevského Institutu elektrického svařování J. O. Patona, na spolupráci v oblasti svařování kovů v kosmu. Od roku 1964 rozpracovávala skupina pracovníku institutu metody svařování ve vakuu a beztíži. Ke zkouškám ve stavu beztíže v upraveném letadle absolvovali parašutistický výcvik. V letech 1966-1969 byla postupně zdokonalena svářecí aparatura nazvaná Vulkán, použita byla při letu Sojuzu 6 (1969).
Na jaře 1965 se Sergej Koroljov domluvil s Borisem Patonem, že experiment provede zaměstnanec institutu. Od dubna 1965 do května 1966 probíhaly prohlídky v IMBP, z 22 Kyjevanů zůstali dva kandidáti – Jurij Lapkin a Vladimir Fartušnyj. Oba zahájili výcvik společně s oddílem CKBEM. V prosinci 1967 byli posláni do CPK, ale zdejší lékaři dali souhlas k přípravě pouze Fartušnému, a to až v květnu 1968. Ten byl ihned přiřazen k oddílu CKBEM, jmenován kosmonautem-výzkumníkem IES byl 3. září 1968. Od listopadu 1969 byl zařazen jako palubní inženýr do jedné z posádek Sojuzu programu Kontakt (s Alexejem Gubarevem), po zranění při autonehodě byl v červnu 1970 odstraněn od přípravy. Dne 6. dubna 1973 ztratil status kosmonauta ze zdravotních důvodů.

#### Moskevský strojírenský závod „Rychlost“ (Světlana Savická)
V letech 1979-1980 proběhl v Sovětském svazu druhý ženský nábor mezi kosmonauty. Kosmonautkami se stalo celkem osm žen z různých organizací. Mezi nimi Světlana Savická, zkušební letec z Moskevského strojírenského závodu „Rychlost“ (Московского машиностроительного завода (ММЗ) «Скорость»). Savická získala v květnu 1979 souhlas Hlavní lékařské komise ke kosmickému výcviku, od prosince téhož roku do června 1980 v NPO Energija procházela (s ostatními kandidátkami) předběžnou technickou přípravou. Od srpna 1980 byla přidělena k oddílu kosmonautů Energije, 23. června 1981 po skončení všeobecné kosmické přípravy byla jmenována zkušebním kosmonautem MMZ Skorosť. Ale už od 16. května 1983 se stala zaměstnancem Energije a členem jejího oddílu kosmonautů. Roku 1982 a 1984 vzlétla do vesmíru, z oddílu Energije odešla v říjnu 1993.

#### Všesvazové kardiologické vědecké středisko Akademie lékařských věd SSSR (Oleg Aťkov)
Lékař Institutu klinické kardiologie Všesvazového kardiologického vědeckého střediska Akademie lékařských věd SSSR (Института клинической кардиологии Всесоюзного кардиологического научного центра Академии медицинских наук СССР) Oleg Aťkov roku 1976 na doporučení náčelníka lékařské správy CPK plukovníka Jerjomina prošel zdravotními testy v IMBP a v lednu 1977 získal souhlas Hlavní lékařské komise ke kosmonautickému výcviku.
Nicméně stát se kosmonautem IMBP odmítl, přesto každoročně procházel lékařskou prohlídkou nutnou k udržení práva na výcvik. Roku 1982 byl vybrán Konstantin Feoktistov pro program letu starého kosmonauta, a Aťkov měl sledovat jeho zdravotní stav přímo na oběžné dráze. Od srpna 1982 se individuálně připravoval k letu v NPO Energija, v březnu 1983 získal souhlas Státní meziresortní komise k výcviku a od června se ve zrychleném tempu připravoval v CPK.
Feoktistov mezitím onemocněl, poté byl Aťkov zařazen do 3. základní posádky Saljutu 7 s Leonidem Kizimem a Vladimirem Solovjovem, s nimiž ve vesmíru strávil od února do října 1984 tehdy rekordních 236 dní.

#### NPP Zvezda (Vladimir Severin)
NPP Zvezda (Научно-производственное предприятие Звезда) byl jediný sovětský a je jediný ruský podnik vyrábějící skafandry pro kosmonauty. Dlouhou dobu výrobky podniku zkoušeli externí spolupracovníci. Roku 1982 vznikla v podniku zkušební skupina, v ní vznikla idea, že pro podnik bude užitečné mít zkušenosti se skafandry ve vesmíru z první ruky. Jeden z výzkumníků, Vladimir Gajevič Severin, si podal přihlášku do oddílu kosmonautů, prošel všemi koly výběru a 11. května 1990 získal souhlas Státní meziresortní komise k zařazení do výcviku. Všeobecnou kosmickou přípravu absolvoval v CPK, 11. března 1992 získal kvalifikaci kosmonaut-výzkumník a byl zařazen do skupiny připravující se k letům na Mir. Do žádné hlavní ani záložní posádky nebyl zařazen. Roku 1995 z CPK odešel.

#### Kazašský let
Při přípravách oslav 30. let kosmodromu Bajkonur vznikla roku 1985 myšlenka poslat do vesmíru kosmonauta kazašské národnosti. Ale z Kazachů sloužících ve vojenském letectvu žádný neprošel přes lékaře, po rozšíření výběru o civilní letce uspěl Talgat Musabajev, ale pak celá věc utichla. Roku 1989 plán oživil nový první tajemník ÚV KS Kazachstánu Nazarbajev. A tak v říjnu 1990 Musabajev zahájil výcvik v CPK společně se skupinou novinářů. Koncem roku se k nim připojil ještě Toktar Aubakirov, zkušební letec OKB Mikojana. Do vesmíru vzlétl Aubakirov v říjnu 1991 jako člen 8. návštěvní expedice na stanici Mir. Musabajev už v březnu 1991 vstoupil do oddílu CPK, Aubakirov po letu začal pracovat v kazašském Státním výboru obrany.